# Olympische Geschichte Nordkoreas
| Gelbes Symbol für Goldmedaillen mit stilisierten Olympischen Ringen | Graues Symbol für Silbermedaillen mit stilisierten Olympischen Ringen | Braundes Symbol für Bronzemedaillen mit stilisierten Olympischen Ringen |
| ------------------------------------------------------------------- | --------------------------------------------------------------------- | ----------------------------------------------------------------------- |
| 16                                                                  | 17                                                                    | 24                                                                      |

Nordkorea (offizielle Bezeichnung Demokratische Volksrepublik Korea), dessen NOK, das Olympic Committee of the Democratic People’s Republic of Korea, 1953 gegründet und 1957 vom IOC anerkannt wurde, nimmt seit 1964 an Olympischen Spielen teil. Nordkorea ist eines der wenigen Länder, dessen olympische Premiere bei Winterspielen stattfand. Bei Sommerspielen nahm das Land erstmals 1972 teil. 1984 folgte Nordkorea dem Boykottaufruf der sozialistischen Länder für die Spiele von Los Angeles. 1988 boykottierte man die Sommerspiele, die in der Hauptstadt des Nachbarlandes Südkorea, Seoul, abgehalten wurden. Jugendliche Sportler nahmen an beiden bislang ausgetragenen Olympischen Jugendspielen teil.

## Allgemeines

Die koreanische Vereinigungsflagge

Nordkoreas erste Olympioniken waren am 30. Januar 1964 die Skilangläufer Yang Duk-soon und Kim Ko-am und, somit auch die ersten Frauen des Landes, die Eisschnellläuferinnen Ryoo Choon-za und Han Pil-hwa. Han gewann mit Silber über 3000 Meter auch die erste nordkoreanische Olympiamedaille. Der Sportschütze Ri Ho-jun wurde 1972 mit dem Kleinkalibergewehr im Liegendanschlag erster nordkoreanischer Olympiasieger. Die erste Olympiasiegerin war 1996 die Judoka Kye Sun-hui, die im Extraleichtgewicht gewinnen konnte.
Das Nachbarland Südkorea nahm schon seit 1948 an Olympischen Spielen teil. Erstmals trafen Sportler beider Länder beim olympischen Boxturnier 1972 aufeinander. In der zweiten Runde des Halbfliegengewichts traf der Nordkoreaner Kim U-gil auf den Südkoreaner Lee Seog-un. Kim gewann nach Punkten und gewann in München die Silbermedaille.
Nordkorea boykottierte die Sommerspiele 1988, die in Seoul stattfanden. Ende 1985 forderte Nordkorea, an der Ausrichtung der Spiele beteiligt zu werden. Elf der 23 olympischen Sportarten sollten in Nordkorea ausgetragen werden. Zudem sollte eine eigene Eröffnungs- und Schlussfeier abgehalten werden. Die Mannschaften Nord- und Südkoreas sollten gemeinsam antreten. Die Verhandlungen mit dem IOC scheiterten jedoch. Die Austragung blieb alleine auf Südkorea und Seoul beschränkt. Daraufhin entschloss sich die nordkoreanische Regierung, die Spiele von Seoul zu boykottieren.
Bei den Sommerspielen 2000 in Sydney liefen nord- und südkoreanische Athleten bei der Eröffnungsfeier erstmals gemeinsam ein. Dazu wurde eine speziell erstellte Flagge, die koreanische Vereinigungsflagge, verwendet. Eine vereinte Mannschaft gab es jedoch nicht. 2004 in Athen wurde der gemeinsame Einmarsch wiederholt. Bei den Winterspielen 2006 in Turin liefen beide Mannschaften ein drittes Mal gemeinsam ein.
Erst bei den Winterspielen 2018 in Pyeongchang gab es wieder einen gemeinsamen Einmarsch mit der Vereinigungsflagge. Außer im Eishockey traten die Sportler wie schon bei vorherigen Olympischen Spielen für ihre Länder an. Im Eishockey der Frauen wurde ein gemeinsames Team aus Süd- und Nordkorea gebildet. Das Team umfasste 35 Spielerinnen, davon kamen 12 aus Nordkorea. Das Team konnte keines der fünf Turnierspiele gewinnen und belegte den letzten Platz.

## Übersicht

### Sommerspiele
Der Sportschütze Ri Ho-jun wurde 1972 in München Nordkoreas erster Olympiasieger. Er siegte mit dem Kleinkalibergewehr im Liegendanschlag. Der Boxer Kim U-gil gewann im Halbfliegengewicht Silber, der Freistilringer Kim Gwong-hyong im Fliegengewicht Bronze. Ebenfalls Bronze gewann der Judoka Kim Yong-ik im Leichtgewicht. Die Volleyballmannschaft der Frauen qualifizierte sich für das Halbfinale und unterlag dort der Sowjetunion mit 1:3. Das Spiel um Bronze wurde gegen Südkorea gespielt. Nordkorea gewann mit 3:0. Im Bogenschießen belegte Kim Ho-gyu Platz 7 im Damenwettbewerb.
1976 wurde der Boxer Gu Yong-ju Olympiasieger im Bantamgewicht. Li Byong-uk gewann Silber im Halbfliegengewicht. Im Bogenschießen wurde Jang Sun-yong Vierte. Ri Ho-hun startete in Montreal im Dreistellungskampf und wurde Sechster. Die Fußballmannschaft der Männer erreichte nach einem Sieg und einer Niederlage das Viertelfinale. Gegen Polen unterlagen die Nordkoreaner mit 0:5.
In Moskau 1980 blieb die nordkoreanische Mannschaft ohne Olympiasieg. Jang Se-hong im Halbfliegengewicht und Li Ho-pyong im Bantamgewicht gewannen zwei Silbermedaillen im Freistilringen. Eine weitere Silbermedaille gewann der Gewichtheber Ho Bong-chol im Fliegengewicht. In der gleichen Gewichtsklasse holte Han Gyong-si Bronze. Der Boxer Li Byong-uk gewann im Halbfliegengewicht ebenfalls Bronze. Der Sportschütze So Gil-san wurde Vierter mit der freien Pistole. Im Bogenschießen belegte Gwang Sung-o Platz 5 bei den Frauen.
Nach den beiden boykottierten Sommerspielen von Los Angeles und Seoul trat Nordkorea 1992 in Barcelona zu den bislang erfolgreichsten Olympischen Spielen seiner Geschichte an. Gleich zwei Olympiasieger stellten die Freistilringer mit Kim Il-ong im Halbfliegengewicht und Li Hak-son im Fliegengewicht. Hinzu kam eine Bronzemedaille durch Kim Yong-sik im Bantamgewicht. Der Boxer Choi Chol-su wurde Olympiasieger im Fliegengewicht, sein Teamkamerad Li Gwang-sik gewann Bronze im Bantamgewicht. Der Geräteturner Pae Gil-su teilte sich seine Goldmedaille am Pauschenpferd mit dem sowjetischen Turner Wital Schtscherba. Im Tischtennis gewann Li Bun-hui Bronze im Dameneinzel und mit ihrer Partnerin Yu Sun-bok im Damendoppel. Der Gewichtheber Kim Myong-nam gewann Bronze im Mittelgewicht. Im Halbschwergewicht wurde Jon Chol-ho Vierter. Zwar wurde der für das Vereinte Team der ehemaligen Sowjetrepubliken startende Russe Ibragim Samadow wegen unsportlichen Verhaltens während der Siegerehrung disqualifiziert, da diese Disqualifikation nicht mit dem Wettkampf an sich in Verbindung stand, wurde die Bronzemedaille nicht an den Viertplatzierten Chon weitergegeben. Die Leichtathletin Mun Gyong-ae belegte im Marathonlauf Platz 6.
In Atlanta 1996 wurden fünf Medaillen gewonnen. Im Extraleichtgewicht des Judoturniers der Frauen wurde Kye Sun-hui die erste nordkoreanische Olympiasiegerin. Der Freistilringer Kim Il-ong konnte seinen Olympiasieg im Halbfliegengewicht verteidigen. Li Yong-sam gewann im Bantamgewicht Bronze. Im griechisch-römischen Stil erreichte Kang Yong-gyun im Halbfliegengewicht Platz 4. Der Gewichtheber Kim Myong-nam war ins Leichtgewicht gewechselt und gewann dort Silber. Im Mittelgewicht gewann Jon Chol-ho Bronze.
2000 in Sydney kam kein Olympiasieg zu Stande. Die Gewichtheberin Ri Song-hui gewann Silber im Leichtgewicht. Kang Yong-gyun gewann die erste Medaille Nordkoreas im griechisch-römischen Ringen. Er holte Bronze im Bantamgewicht. Ebenfalls Bronze holten der Boxer Kim Un-chol im Halbfliegengewicht und die Judoka Kye Sun-hui, die diesmal im Halbleichtgewicht antrat. In der Leichtathletik erreichte die Marathonläuferin Ham Bong-sil das Ziel als Achte. Im Geräteturnen qualifizierte sich Pae Gil-su für das Finale am Pauschenpferd. Er wurde Fünfter. Die Bogenschützin Choe Ok-sil, die im Achtelfinale die Deutsche Barbara Mensing ausschalten konnte, verlor das Halbfinale gegen die Südkoreanerin Kim Nam-soon und das Match um Bronze gegen Kim Soo-nyung, ebenfalls aus Südkorea.
Auch 2004 in Athen gab es keinen Olympiasieg. Vier Silbermedaillen durch den Boxer Kim Song-guk im Federgewicht, die Gewichtheberin Ri Song-hui im Leichtgewicht, die Judoka Kye Sun-hui im Leichtgewicht und die Tischtennisspielerin Kim Hyang-mi im Dameneinzel standen am Ende zu Buche. Hinzu kommt eine Bronzemedaille durch den Sportschützen Kim Jong-su mit der freien Pistole.
Erst 2008 in Peking konnten wieder Olympiasiege gefeiert werden. Die Turnerin Hong Un-jong wurde Olympiasiegerin am Boden. Die Gewichtheberin Pak Hyon-suk gewann Mittelgewicht, im Leichtgewicht der Frauen holte O Jong-ae Silber. Die ursprüngliche Silbermedaillengewinnerin, die Russin Marina Schainowa, wurde im August 2016 nachträglich disqualifiziert. O Jong-ae, ursprünglich Dritte, erhielt die Silbermedaille. Drei Medaillen erkämpften sich die nordkoreanischen Judoka. Bei den Frauen gewannen An Kum-ae Silber im Halbleichtgewicht und Won Ok-im Bronze im Halbmittelgewicht. Bei den Männern holte Pak Chol-min Bronze im Halbleichtgewicht. Die Sportschützin Jo Yong-suk wurde Sechste mit der Sportpistole, die Bogenschützin Kwon Un-sil Vierte im Einzel. Im Synchron-Turmspringen erreichten die Wasserspringerinnen Choe Kum-hui und Kim Un-hyang Platz 6. Die Fußballmannschaft der Frauen schied schon nach der Vorrunde aus. Unter anderem hatte man gegen Deutschland 0:1 verloren.
Vier Gold- und zwei Bronzemedaillen machten die Spiele von London 2012 zu den zweiterfolgreichsten Sommerspielen für Nordkorea. Olympiasieger wurden die Judoka An Kum-ae im Halbleichtgewicht und die Gewichtheber Om Yun-chol im Bantamgewicht, Kim Un-guk im Federgewicht und, bei den Frauen, Rim Jong-sim im Halbschwergewicht. Im Fliegengewicht der Frauen holte Ryang Chun-hwa Bronze. Der Leichtgewichtler Kim Mong-hyok belegte Platz 4. Die zweite Bronzemedaille gewann der Freistilringer Yang Kyong-il im Federgewicht. Wie schon vier Jahre zuvor scheiterte die Fußballmannschaft der Frauen erneut in der Vorrunde.
In Rio de Janeiro 2016 wurde der Turner Ri Se-gwang Olympiasieger im Pferdsprung. Die Gewichtheberin Rim Jong-sim wurde erneut Olympiasiegerin, diesmal im Schwergewicht. Choe Hyo-sim im Mittelgewicht und Kim Kuk-hyang im Superschwergewicht sowie Om Yun-chol im Bantamgewicht der Männer gewannen Silber. Bronzemedaillen gewannen der Sportschütze Kim Song-guk mit der freien Pistole und die Tischtennisspielerin Kim Song-i im Dameneinzel. Im Turnen der Frauen erreichte Hong Un-jong, Olympiasiegerin von 2008, wieder das Gerätefinale im Pferdsprung. Sie belegte Platz 6. Die Wasserspringerinnen Kim Kuk-hyang (nicht verwandt mit der Gewichtheberin) und Kim Un-hyang belegten Platz 4 im Synchron-Turmspringen. Im Einzelspringen vom Turm wurde Kim Un-hyang Siebte.

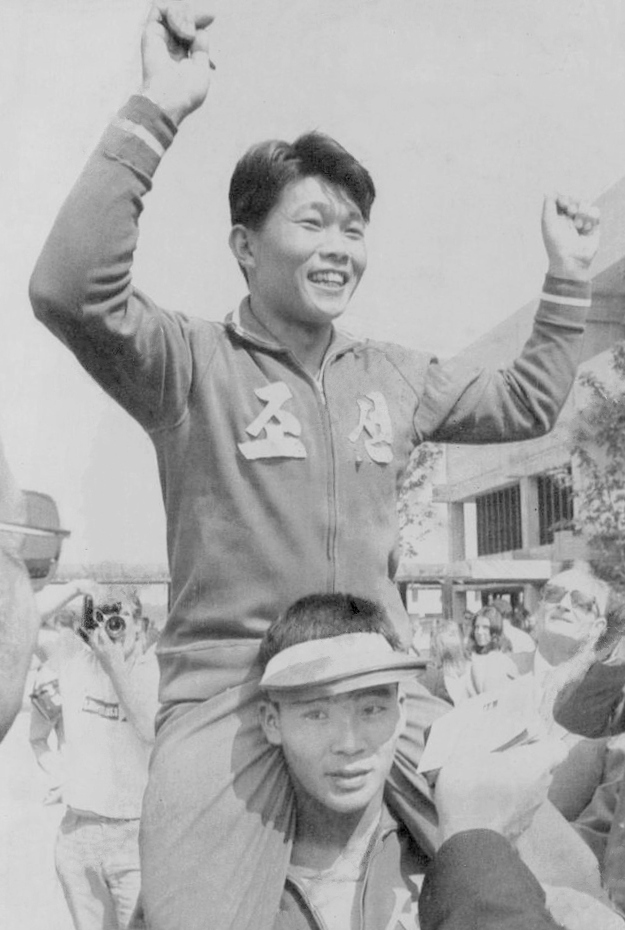
Ri Ho-jun, Nordkoreas erster Olympiasieger
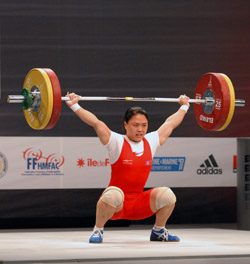
Pak Hyon-suk, Olympiasiegerin 2008
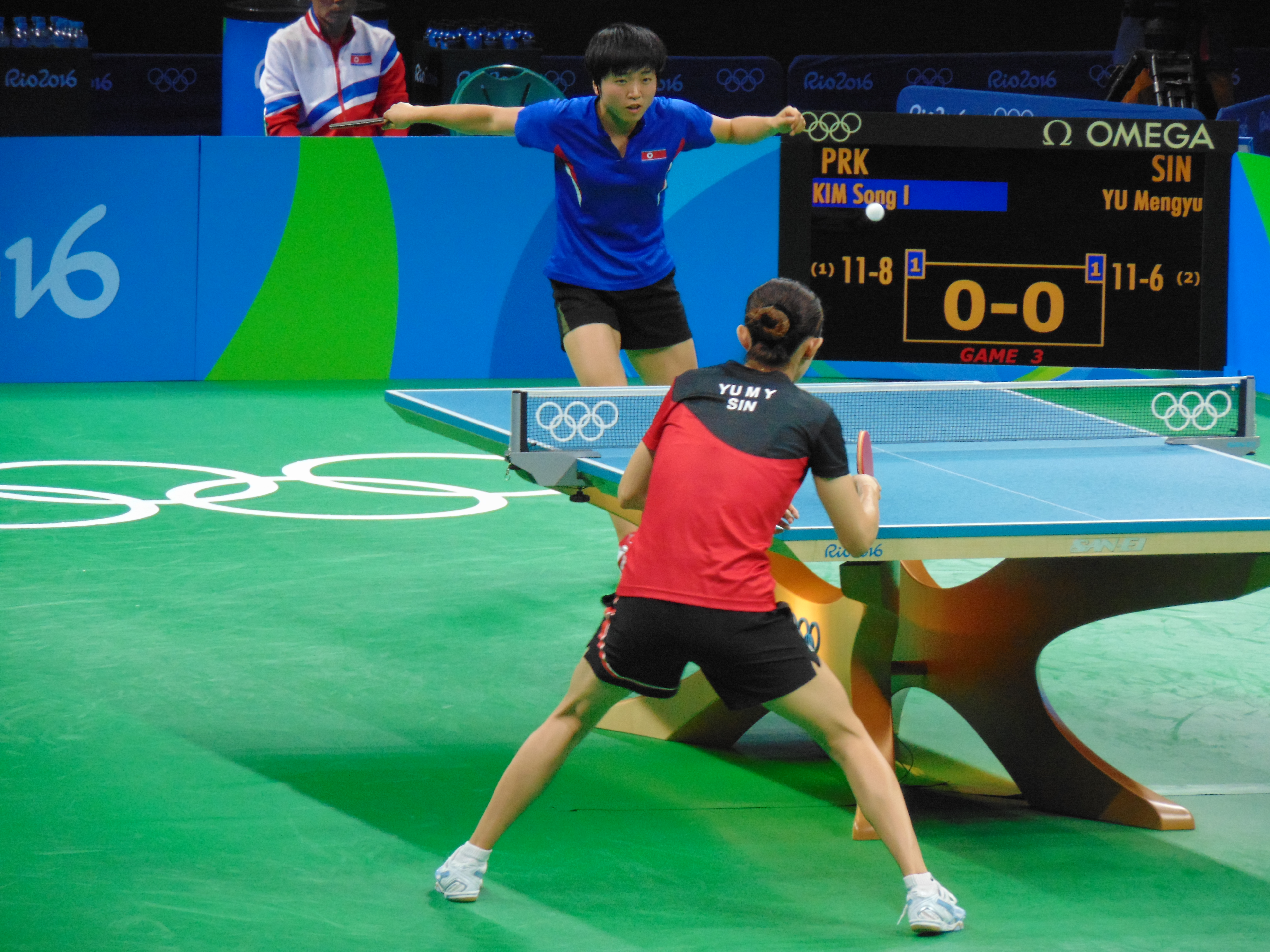
Tischtennis-Viertelfinale der Frauen 2016: Kim Song-i (blau) schlägt Yu Mengyu aus Singapur

### Winterspiele

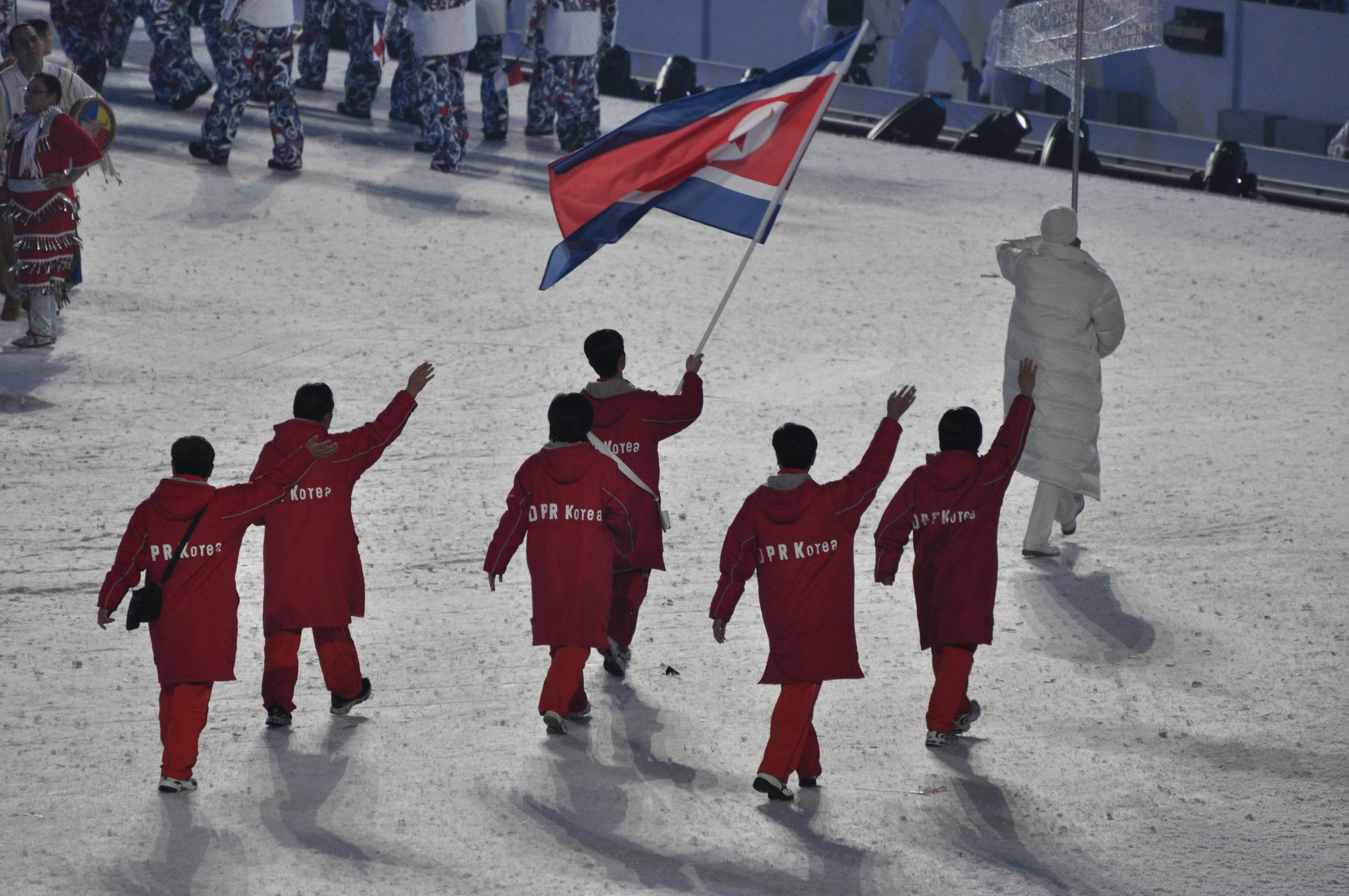
Einmarsch der nordkoreanischen Athleten 2010 in Vancouver

Nordkoreas erster Auftritt auf der olympischen Bühne geschah bei den Winterspielen 1964 in Innsbruck. Dabei gelang der Eisschnellläuferin Han Pil-hwa der erste olympische Medaillengewinn Nordkoreas überhaupt. Über 3000 Meter lief sie zur Silbermedaille. Ihre Teamkollegin Kim Song-soon wurde über 1500 Meter Vierte. Erst 1972 gingen wieder Wintersportler an den Start. Die Mannschaft bestand nur aus Eisschnellläufern, unter ihnen auch Han Pil-hwa, die Neunte über 3000 Meter wurde.
Es sollte weitere zwölf Jahre dauern, bis Nordkorea wieder an Winterspielen teilnahm. 1984 wurde erneut eine reine Eisschnelllauf-Mannschaft entsandt. Auch 1988 stellten die Eisschnellläufer das größte Kontingent neben zwei Eiskunstläufern. Alpiner Skisport und Short Track standen 1992 neu auf dem olympischen Winterprogramm Nordkoreas. Der Shorttracker Hwang Ok-sil gewann Bronze über 500 Meter.
In der Folgezeit konnten keine weiteren Erfolge erzielt werden. 2002 und 2014 wurde keine Olympiamannschaft nach Salt Lake City bzw. Sotschi geschickt.

### Jugendspiele
Elf Jugendliche, fünf Jungen und sechs Mädchen, nahmen bei den ersten Olympischen Jugend-Sommerspielen 2010 in Singapur in den Sportarten Leichtathletik, Gewichtheben, Judo, Schwimmen, Tischtennis und Wasserspringen teil. Die Athleten gewannen fünf Medaillen. Jugend-Olympiasieger wurde der Gewichtheber Kim Song-chul im Bantamgewicht. Der Judoka Hyon Song-chol gewann Silber im Leichtgewicht. Drei Bronzemedaillen wurden von Mädchen gewonnen, durch die Gewichtheberin Kim Kuk-hyang im Schwergewicht, die Judoka Ri Un-ju im Leichtgewicht und die Wasserspringerin Sin Ji-hyang im Turmspringen.
Bei den Olympischen Jugend-Sommerspielen 2014 in Nanjing nahmen sechs Jugendliche teil, drei Jungen und drei Mädchen. Die Athleten traten in den Sportarten Gewichtheben, Rudern und Ringen an und konnten fünf Medaillen gewinnen. Der Gewichtheber Pak Jong-ju wurde Jugend-Olympiasieger im Bantamgewicht. Ebenfalls Olympiasieger wurden der Ringer Ri Se-ung im Fliegengewicht des griechisch-römischen Stils sowie bei den Mädchen Kim Son-hyang im Fliegengewicht des Freistils. Gewichtheberinnen gewannen zwei Silbermedaillen, und zwar Ri Song-gum im Fliegengewicht und Jong Chun-hui im Bantamgewicht.

## IOC-Mitglieder
1996 wurde der Politiker Ung Chang zum IOC-Mitglied gewählt. Er ist Mitglied der Kommissionen für Öffentlichkeitsarbeit, Kultur und Gesellschaftsaktivitäten.

## Übersicht der Teilnehmer

### Sommerspiele
| Jahr      | Athleten           | Athleten           | Athleten           | Flaggenträger                                       | Sportarten         | Sportarten         | Sportarten         | Sportarten         | Sportarten         | Sportarten         | Sportarten         | Sportarten         | Sportarten         | Sportarten         | Sportarten         | Sportarten         | Sportarten         | Sportarten         | Sportarten         | Medaillen          | Medaillen          | Medaillen          | Medaillen          | Medaillen          |
| Jahr      | Gesamt             | m                  | w                  | Flaggenträger                                       | Leichtathletik     | Gewichtheben       | Ringen             | Boxen              | Judo               | Turnen             | Schießen           | Bogenschießen      | Volleyball         | Rudern             | Fußball            | Tischtennis        | Radsport           | Wasserspringen     | Schwimmen          |                    |                    |                    | Gesamt             | Rang               |
| --------- | ------------------ | ------------------ | ------------------ | --------------------------------------------------- | ------------------ | ------------------ | ------------------ | ------------------ | ------------------ | ------------------ | ------------------ | ------------------ | ------------------ | ------------------ | ------------------ | ------------------ | ------------------ | ------------------ | ------------------ | ------------------ | ------------------ | ------------------ | ------------------ | ------------------ |
| 1896–1968 | nicht teilgenommen | nicht teilgenommen | nicht teilgenommen | nicht teilgenommen                                  | nicht teilgenommen | nicht teilgenommen | nicht teilgenommen | nicht teilgenommen | nicht teilgenommen | nicht teilgenommen | nicht teilgenommen | nicht teilgenommen | nicht teilgenommen | nicht teilgenommen | nicht teilgenommen | nicht teilgenommen | nicht teilgenommen | nicht teilgenommen | nicht teilgenommen | nicht teilgenommen | nicht teilgenommen | nicht teilgenommen | nicht teilgenommen | nicht teilgenommen |
| 1972      | 37                 | 23                 | 14                 | Kim Man-dok                                         | 2                  | 1                  | 2                  | 2                  | 1                  | 6                  | 3                  | 3                  | 11                 | 6                  |                    |                    |                    |                    |                    | 1                  | 1                  | 3                  | 5                  | 22                 |
| 1976      | 38                 | 36                 | 2                  |                                                     | 3                  | 3                  | 3                  | 3                  | 3                  |                    | 6                  | 2                  |                    |                    | 15                 |                    |                    |                    |                    | 1                  | 1                  |                    | 2                  | 21                 |
| 1980      | 47                 | 39                 | 8                  |                                                     | 3                  | 5                  | 3                  | 6                  | 4                  | 12                 | 11                 | 3                  |                    |                    |                    |                    |                    |                    |                    |                    | 3                  | 2                  | 5                  | 26                 |
| 1984–1988 | nicht teilgenommen | nicht teilgenommen | nicht teilgenommen | nicht teilgenommen                                  | nicht teilgenommen | nicht teilgenommen | nicht teilgenommen | nicht teilgenommen | nicht teilgenommen | nicht teilgenommen | nicht teilgenommen | nicht teilgenommen | nicht teilgenommen | nicht teilgenommen | nicht teilgenommen | nicht teilgenommen | nicht teilgenommen | nicht teilgenommen | nicht teilgenommen | nicht teilgenommen | nicht teilgenommen | nicht teilgenommen | nicht teilgenommen | nicht teilgenommen |
| 1992      | 64                 | 36                 | 28                 | Kim Gil-nam                                         | 3                  | 10                 | 4                  | 6                  | 3                  | 11                 | 9                  | 3                  |                    |                    |                    | 8                  | 3                  | 4                  |                    | 4                  |                    | 5                  | 9                  | 16                 |
| 1996      | 24                 | 15                 | 9                  | Chae Ra-u                                           | 4                  | 2                  | 3                  | 2                  | 1                  | 1                  | 1                  |                    |                    |                    |                    | 7                  |                    | 3                  |                    | 2                  | 1                  | 2                  | 5                  | 33                 |
| 2000      | 31                 | 14                 | 17                 | Pak Jung-chul (Nordkorea) Chung Eun-soon (Südkorea) | 6                  | 4                  | 4                  | 1                  | 4                  | 3                  | 1                  | 1                  |                    |                    |                    |                    |                    | 5                  | 2                  |                    | 1                  | 3                  | 4                  | 60                 |
| 2004      | 36                 | 13                 | 23                 | Kim Song-ho (Nordkorea) Ku Min-jung (Südkorea)      | 4                  | 4                  | 1                  | 2                  | 6                  | 8                  | 3                  |                    |                    |                    |                    | 4                  |                    | 4                  |                    |                    | 4                  | 1                  | 5                  | 57                 |
| 2008      | 58                 | 21                 | 37                 | Pang Mun-il                                         | 6                  | 7                  | 3                  | 1                  | 7                  | 2                  | 6                  | 2                  |                    |                    | 13                 | 5                  |                    | 4                  | 2                  | 2                  | 2                  | 2                  | 6                  | 31                 |
| 2012      | 52                 | 15                 | 37                 | Pak Song-chol                                       | 5                  | 8                  | 5                  | 2                  | 1                  |                    | 1                  | 1                  |                    |                    | 18                 | 6                  |                    | 3                  | 2                  | 4                  |                    | 2                  | 6                  | 21                 |
| 2016      | 31                 | 11                 | 20                 | Choe Jon-wi                                         | 4                  | 7                  | 4                  |                    | 3                  | 2                  | 4                  | 1                  |                    |                    |                    | 3                  |                    | 3                  |                    | 2                  | 3                  | 2                  | 7                  | 34                 |
| 2020      | nicht teilgenommen | nicht teilgenommen | nicht teilgenommen | nicht teilgenommen                                  | nicht teilgenommen | nicht teilgenommen | nicht teilgenommen | nicht teilgenommen | nicht teilgenommen | nicht teilgenommen | nicht teilgenommen | nicht teilgenommen | nicht teilgenommen | nicht teilgenommen | nicht teilgenommen | nicht teilgenommen | nicht teilgenommen | nicht teilgenommen | nicht teilgenommen | nicht teilgenommen | nicht teilgenommen | nicht teilgenommen | nicht teilgenommen | nicht teilgenommen |
| Gesamt    | Gesamt             | Gesamt             | Gesamt             | Gesamt                                              | Gesamt             | Gesamt             | Gesamt             | Gesamt             | Gesamt             | Gesamt             | Gesamt             | Gesamt             | Gesamt             | Gesamt             | Gesamt             | Gesamt             | Gesamt             | Gesamt             | Gesamt             | 16                 | 16                 | 22                 | 54                 | 39                 |

### Winterspiele
| Jahr      | Athleten           | Athleten           | Athleten           | Flaggenträger                                       | Sportarten         | Sportarten         | Sportarten         | Sportarten         | Sportarten         | Sportarten         | Medaillen          | Medaillen          | Medaillen          | Medaillen          | Medaillen          |
| Jahr      | Gesamt             | m                  | w                  | Flaggenträger                                       | Eisschnelllauf     | Skilanglauf        | Eiskunstlauf       | Shorttrack         | Ski Alpin          | Eishockey          |                    |                    |                    | Gesamt             | Rang               |
| --------- | ------------------ | ------------------ | ------------------ | --------------------------------------------------- | ------------------ | ------------------ | ------------------ | ------------------ | ------------------ | ------------------ | ------------------ | ------------------ | ------------------ | ------------------ | ------------------ |
| 1924–1960 | nicht teilgenommen | nicht teilgenommen | nicht teilgenommen | nicht teilgenommen                                  | nicht teilgenommen | nicht teilgenommen | nicht teilgenommen | nicht teilgenommen | nicht teilgenommen | nicht teilgenommen | nicht teilgenommen | nicht teilgenommen | nicht teilgenommen | nicht teilgenommen | nicht teilgenommen |
| 1964      | 13                 | 6                  | 7                  |                                                     | 9                  | 4                  |                    |                    |                    |                    |                    | 1                  |                    | 1                  | 13                 |
| 1968      | nicht teilgenommen | nicht teilgenommen | nicht teilgenommen | nicht teilgenommen                                  | nicht teilgenommen | nicht teilgenommen | nicht teilgenommen | nicht teilgenommen | nicht teilgenommen | nicht teilgenommen | nicht teilgenommen | nicht teilgenommen | nicht teilgenommen | nicht teilgenommen | nicht teilgenommen |
| 1972      | 6                  | 0                  | 6                  |                                                     | 6                  |                    |                    |                    |                    |                    |                    |                    |                    |                    |                    |
| 1976–1980 | nicht teilgenommen | nicht teilgenommen | nicht teilgenommen | nicht teilgenommen                                  | nicht teilgenommen | nicht teilgenommen | nicht teilgenommen | nicht teilgenommen | nicht teilgenommen | nicht teilgenommen | nicht teilgenommen | nicht teilgenommen | nicht teilgenommen | nicht teilgenommen | nicht teilgenommen |
| 1984      | 6                  | 3                  | 3                  | Ri Im-bin                                           | 6                  |                    |                    |                    |                    |                    |                    |                    |                    |                    |                    |
| 1988      | 6                  | 3                  | 3                  | Ri Im-bin                                           | 4                  |                    | 2                  |                    |                    |                    |                    |                    |                    |                    |                    |
| 1992      | 20                 | 9                  | 11                 |                                                     | 5                  | 4                  | 6                  | 3                  | 2                  |                    |                    |                    | 1                  | 1                  | 19                 |
| 1994      | nicht teilgenommen | nicht teilgenommen | nicht teilgenommen | nicht teilgenommen                                  | nicht teilgenommen | nicht teilgenommen | nicht teilgenommen | nicht teilgenommen | nicht teilgenommen | nicht teilgenommen | nicht teilgenommen | nicht teilgenommen | nicht teilgenommen | nicht teilgenommen | nicht teilgenommen |
| 1998      | 8                  | 2                  | 6                  | Yun Chol                                            | 2                  |                    |                    | 6                  |                    |                    |                    |                    |                    |                    |                    |
| 2002      | nicht teilgenommen | nicht teilgenommen | nicht teilgenommen | nicht teilgenommen                                  | nicht teilgenommen | nicht teilgenommen | nicht teilgenommen | nicht teilgenommen | nicht teilgenommen | nicht teilgenommen | nicht teilgenommen | nicht teilgenommen | nicht teilgenommen | nicht teilgenommen | nicht teilgenommen |
| 2006      | 6                  | 2                  | 4                  | Han Jong-in (Nordkorea) Lee Bo-ra (Südkorea)        |                    |                    | 4                  | 6                  |                    |                    |                    |                    |                    |                    |                    |
| 2010      | 2                  | 1                  | 1                  | Ri Song-chol                                        | 1                  |                    | 1                  |                    |                    |                    |                    |                    |                    |                    |                    |
| 2014      | nicht teilgenommen | nicht teilgenommen | nicht teilgenommen | nicht teilgenommen                                  | nicht teilgenommen | nicht teilgenommen | nicht teilgenommen | nicht teilgenommen | nicht teilgenommen | nicht teilgenommen | nicht teilgenommen | nicht teilgenommen | nicht teilgenommen | nicht teilgenommen | nicht teilgenommen |
| 2018      | 2                  | 2                  | 0                  | Hwang Chung-gum (Nordkorea) Won Yun-jong (Südkorea) |                    | 3                  | 2                  | 2                  | 3                  | 12                 |                    |                    |                    |                    |                    |
| Gesamt    | Gesamt             | Gesamt             | Gesamt             | Gesamt                                              | Gesamt             | Gesamt             | Gesamt             | Gesamt             | Gesamt             | Gesamt             | 0                  | 1                  | 1                  | 2                  | 37                 |

## Liste der Medaillengewinner

### Sommerspiele

#### Goldmedaillen
| Name         | Spiele              | Sportart     | Disziplin                                |
| ------------ | ------------------- | ------------ | ---------------------------------------- |
| Ri Ho-jun    | 1972 München        | Schießen     | Kleinkalibergewehr liegend Männerturnier |
| Gu Yong-ju   | 1976 Montreal       | Boxen        | Bantamgewicht                            |
| Choi Chol-su | 1992 Barcelona      | Boxen        | Fliegengewicht                           |
| Kim Il-ong   | 1992 Barcelona      | Ringen       | Halbfliegengewicht Freistil              |
| Li Hak-son   | 1992 Barcelona      | Ringen       | Fliegengewicht Freistil                  |
| Pae Gil-su   | 1992 Barcelona      | Turnen       | Pauschenpferd                            |
| Kim Il-ong   | 1996 Atlanta        | Ringen       | Halbfliegengewicht Freistil              |
| Kye Sun-hui  | 1996 Atlanta        | Judo         | Extraleichtgewicht                       |
| Hong Un-jong | 2008 Peking         | Turnen       | Boden                                    |
| Pak Hyon-suk | 2008 Peking         | Gewichtheben | Mittelgewicht                            |
| Om Yun-chol  | 2012 London         | Gewichtheben | Bantamgewicht                            |
| Kim Un-guk   | 2012 London         | Gewichtheben | Federgewicht                             |
| Rim Jong-sim | 2012 London         | Gewichtheben | Halbschwergewicht                        |
| An Kum-ae    | 2012 London         | Judo         | Halbleichtgewicht                        |
| Ri Se-gwang  | 2016 Rio de Janeiro | Turnen       | Pferdsprung                              |
| Rim Jong-sim | 2016 Rio de Janeiro | Gewichtheben | Schwergewicht                            |

#### Silbermedaillen
| Name          | Spiele              | Sportart     | Disziplin                   |
| ------------- | ------------------- | ------------ | --------------------------- |
| Kim U-gil     | 1972 München        | Boxen        | Halbfliegengewicht          |
| Li Byong-uk   | 1976 Montreal       | Boxen        | Halbfliegengewicht          |
| Jang Se-hong  | 1980 Moskau         | Ringen       | Halbfliegengewicht Freistil |
| Li Ho-pyong   | 1980 Moskau         | Ringen       | Bantamgewicht Freistil      |
| Ho Bong-chol  | 1980 Moskau         | Gewichtheben | Fliegengewicht              |
| Kim Myong-nam | 1996 Atlanta        | Gewichtheben | Leichtgewicht               |
| Ri Song-hui   | 2000 Sydney         | Gewichtheben | Leichtgewicht               |
| Kim Song-guk  | 2004 Athen          | Boxen        | Federgewicht                |
| Kye Sun-hui   | 2004 Athen          | Judo         | Leichtgewicht               |
| Ri Song-hui   | 2004 Athen          | Gewichtheben | Leichtgewicht               |
| Kim Hyang-mi  | 2004 Athen          | Tischtennis  | Dameneinzel                 |
| O Jong-ae     | 2008 Peking         | Gewichtheben | Leichtgewicht               |
| An Kum-ae     | 2008 Peking         | Judo         | Halbleichtgewicht           |
| Om Yun-chol   | 2016 Rio de Janeiro | Gewichtheben | Bantamgewicht               |
| Choe Hyo-sim  | 2016 Rio de Janeiro | Gewichtheben | Mittelgewicht               |
| Kim Kuk-hyang | 2016 Rio de Janeiro | Gewichtheben | Superschwergewicht          |

#### Bronzemedaillen
| Name                                     | Spiele              | Sportart     | Disziplin                        |
| ---------------------------------------- | ------------------- | ------------ | -------------------------------- |
| Kim Gwong-hyong                          | 1972 München        | Ringen       | Fliegengewicht Freistil          |
| Kim Yong-ik                              | 1972 München        | Judo         | Leichtgewicht                    |
| Volleyball-Nationalmannschaft der Frauen | 1972 München        | Volleyball   | Frauenturnier                    |
| Li Byong-uk                              | 1980 Moskau         | Boxen        | Halbfliegengewicht               |
| Han Gyong-si                             | 1980 Moskau         | Gewichtheben | Fliegengewicht                   |
| Li Gwang-sik                             | 1992 Barcelona      | Boxen        | Bantamgewicht                    |
| Kim Yong-sik                             | 1992 Barcelona      | Ringen       | Bantamgewicht Freistil           |
| Kim Myong-nam                            | 1992 Barcelona      | Gewichtheben | Mittelgewicht                    |
| Li Bun-hui                               | 1992 Barcelona      | Tischtennis  | Dameneinzel                      |
| Li Bun-hui Yu Sun-bok                    | 1992 Barcelona      | Tischtennis  | Damendoppel                      |
| Ri Yong-sam                              | 1996 Atlanta        | Ringen       | Bantamgewicht Freistil           |
| Jon Chol-ho                              | 1996 Atlanta        | Gewichtheben | Mittelgewicht                    |
| Kang Yong-gyun                           | 2000 Sydney         | Ringen       | Bantamgewicht griechisch-römisch |
| Kim Un-chol                              | 2000 Sydney         | Boxen        | Halbfliegengewicht               |
| Kye Sun-hui                              | 2000 Sydney         | Judo         | Halbleichtgewicht                |
| Pak Chol-min                             | 2008 Peking         | Judo         | Halbleichtgewicht                |
| Won Ok-im                                | 2008 Peking         | Judo         | Halbmittelgewicht                |
| Ryang Chun-hwa                           | 2012 London         | Gewichtheben | Fliegengewicht                   |
| Yang Kyong-il                            | 2012 London         | Ringen       | Federgewicht Freistil            |
| Kim Song-guk                             | 2016 Rio de Janeiro | Schießen     | freie Pistole                    |
| Kim Song-i                               | 2016 Rio de Janeiro | Tischtennis  | Dameneinzel                      |

### Winterspiele

#### Goldmedaillen
Bislang (Stand 2018) keine Goldmedaillen

#### Silbermedaillen
| Name        | Spiele         | Sportart       | Disziplin  |
| ----------- | -------------- | -------------- | ---------- |
| Han Pil-hwa | 1964 Innsbruck | Eisschnelllauf | 3000 Meter |

#### Bronzemedaillen
| Name         | Spiele           | Sportart   | Disziplin |
| ------------ | ---------------- | ---------- | --------- |
| Hwang Ok-sil | 1992 Albertville | Shorttrack | 500 Meter |

## Medaillen nach Sportart

### Sommerspiele
| Sportart     | Gold | Silber | Bronze | Gesamt |
| Gewichtheben | 5    | 8      | 4      | 17     |
| Ringen       | 3    | 2      | 5      | 10     |
| Boxen        | 2    | 3      | 3      | 8      |
| Judo         | 2    | 2      | 4      | 8      |
| Turnen       | 3    | —      | —      | 3      |
| Schießen     | 1    | —      | 2      | 3      |
| Tischtennis  | —    | 1      | 3      | 4      |
| Volleyball   | —    | —      | 1      | 1      |
| Gesamt       | 16   | 16     | 22     | 54     |

### Winterspiele
| Sportart       | Gold | Silber | Bronze | Gesamt |
| Eisschnelllauf | —    | 1      | —      | 1      |
| Shorttrack     | —    | —      | 1      | 1      |
| Gesamt         | —    | 1      | 1      | 2      |